# 花輪町
花輪町（はなわまち）は秋田県鹿角郡にあった町。現在の鹿角市花輪にあたる。

## 地理
- 山：皮投岳、大森、二ツ森、独鈷森、中岳、四角岳、大森、女森
- 河川：米代川、間瀬川、根市川

## 歴史
- 1889年（明治22年）4月1日 - 町村制の施行により、鹿角郡花輪村の区域をもって花輪町が成立。
- 1956年（昭和31年）9月30日 - 鹿角郡柴平村と新設合併し、改めて花輪町が発足。
- 1972年（昭和47年）4月1日 - 鹿角郡尾去沢町・十和田町・八幡平村と合併して鹿角市が発足。同日花輪町廃止。

## 交通

### 鉄道路線
- 日本国有鉄道
  - 花輪線
    - 陸中花輪駅（現・鹿角花輪駅） - 柴平駅

### 道路
- 国道282号

現在は旧町域に東北自動車道の花輪サービスエリアが所在するが、当時は未開通。

## 著名出身者
- 川村竹治 (官僚)
- 川村秀文 (千葉県知事)
- 黒沢隆朝 (作曲家)
- 児玉一 (市長)
- 田村徳治 (政治学者)
- 乳井義博 (剣道家)
- 石田八弥（工学博士）